# Boesemania microlepis
Boesemania microlepis е вид бодлоперка от семейство Sciaenidae. Видът е почти застрашен от изчезване.

## Разпространение
Разпространен е във Виетнам, Индонезия (Калимантан и Суматра), Камбоджа, Лаос, Малайзия (Западна Малайзия) и Тайланд.

## Описание
На дължина достигат до 1 m, а теглото им е максимум 18 kg.
Популацията на вида е намаляваща.